# Леток

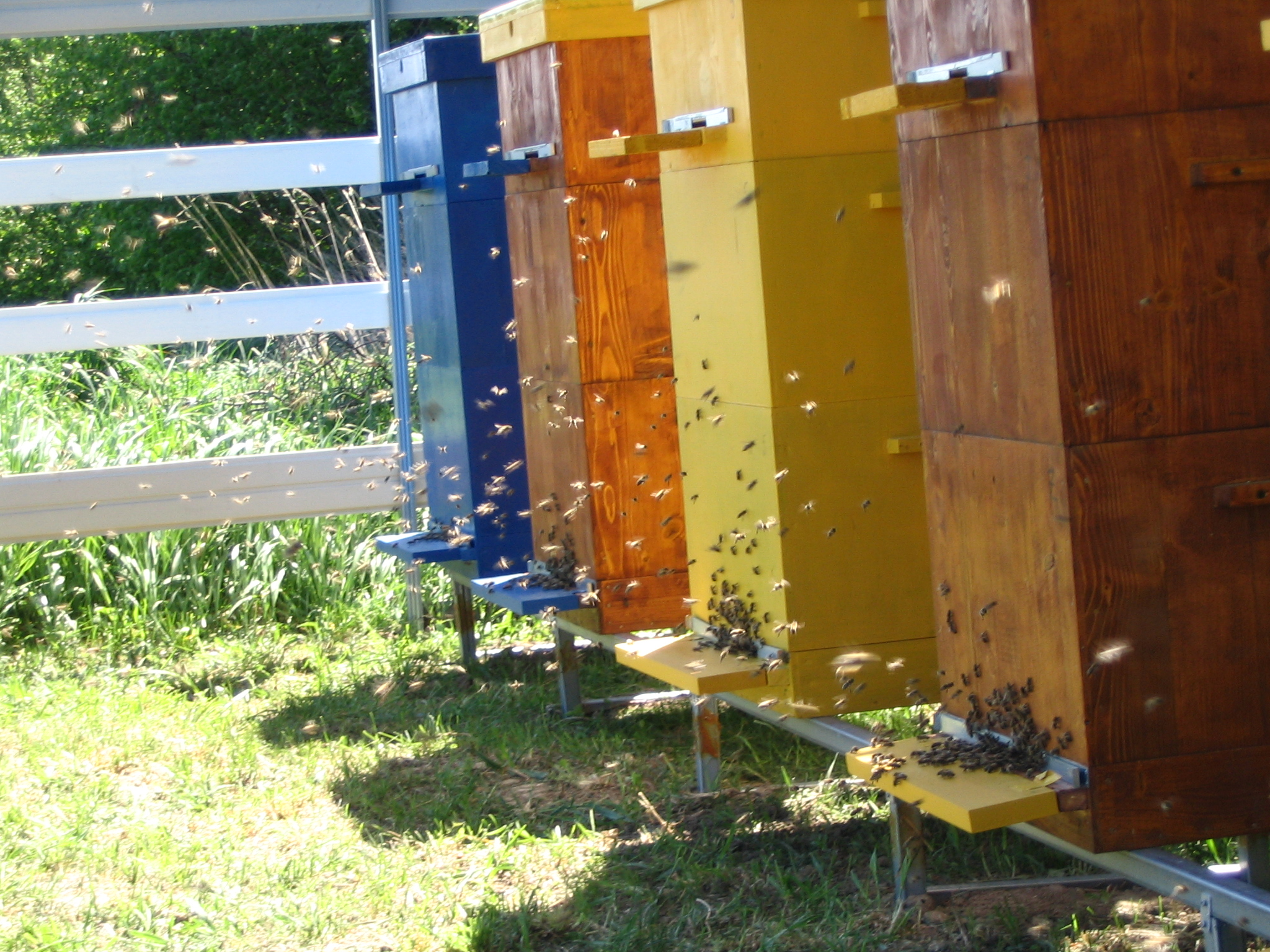
Многокорпусные рамочные ульи с задвижными летками

Лето́к — отверстие в улье для захода и выхода пчёл. Одновременно выполняет роль вентиляционного отверстия, а также, в случае его расположения на уровне дна улья, является путём удаления пчёлами различного сора.
В современных ульях летки снабжаются специальной решётчатой, сетчатой или целевой задвижкой, либо летковым вкладышем, чтобы предоставить пчеловоду возможность регулировать ширину летка или полностью закрывать его.
Размер (открытого) летка соответствует силе пчелосемьи, взятка и пр.
Возможность быстро закрыть летки на всей пасеке помогает при транспортировке пчёл, при угрозе «потравы» (обработки соседнего поля ядохимикатами) и в других случаях. Зауживание летка может облегчить пчёлам защиту гнезда от пчёл-воровок, ос и др.
В природе пчёлы регулируют ширину летка при помощи прополиса.
Для удобства приземления пчёл у летка размещают прилётную доску.
Если в улье есть верхний леток,  пчелы с дна улья мусор не убирают.  Когда верхний леток закрыт пчелы дно улья держат в чистоте.